# Décès en 1962
Décès
- 1958
- 1959
- 1960
- 1961
- 1962
- 1963
- 1964
- 1965
- 1966

Cet article présente une liste de personnalités mortes au cours de l'année 1962.

Les mois de l'année font également l'objet de listes spécifiques :

## Décès par mois

### Inconnu
- Marius Chambon, peintre français (° 27 décembre 1876).
- Raphaël Delorme, peintre français (° 1885).
- Domnikia Ilarionovna Kouznetsova-Novoleinik, aviatrice russe (° 1886).
- Zygmunt Landau, peintre de l'École de Paris issu d'une famille juive de Pologne (° 1898).
- Berthe Roten-Calpini, peintre suisse (° 1873)

### Janvier
- 2 janvier :
  - Kurt Seligmann, écrivain, peintre et graveur suisse et américain (° 20 juillet 1900).
  - Philippe Veyrin, peintre, historien et bascologue français (° 2 janvier 1900).
- 4 janvier : Minne Bakker, peintre impressionniste néerlandais (° 1878).
- 6 janvier : Jean-Francis Laglenne, peintre et décorateur de théâtre français (° 23 juillet 1899).
- 10 janvier : Cipriano Efisio Oppo, peintre et homme politique italien (° 2 juillet 1891).
- 14 janvier : Maurice Pellerier, peintre et aquarelliste français (° 22 février 1875).
- 15 janvier : Kenneth MacKenna, acteur, metteur en scène et réalisateur américain (° 19 août 1899).
- 18 janvier : Gaston Boucart, peintre  et graveur français (° 7 décembre 1878).
- 20 janvier : Jacques Boolsky, peintre, pastelliste et cinéaste suisse d'origine russe (° 31 décembre 1895).
- 24 janvier : André Lhote, peintre français (° 5 juillet 1885).
- 25 janvier : Hrand Nazariantz, écrivain et poète arménien naturalisé italien (° 8 janvier 1886).
- 29 janvier : Fritz Kreisler, violoniste et compositeur autrichien (° 2 février 1875).

### Février
- 5 février :
  - Gaetano Cicognani, cardinal italien de la curie romaine (° 26 novembre 1881).
  - Ricardo Lamote de Grignon, compositeur et chef d'orchestre espagnol (° 25 septembre 1899).
- 6 février :
  - Roy Atwell, acteur et scénariste américain (° 2 mai 1878).
  - Jacques Ibert, compositeur français (° 15 août 1890).
- 10 février :
  - Władysław Broniewski, poète polonais (° 17 décembre 1897).
  - Albert Jarach, peintre, dessinateur, éditeur, imprimeur et illustrateur français (° 21 mai 1874).
  - Max Švabinský, peintre et graveur austro-hongrois puis tchécoslovaque (° 17 septembre 1873).
- 11 février : Evelyn Brooke, infirmière néo-zélandaise (° 13 septembre 1879).
- 12 février : Josette Bournet, peintre française (° 19 août 1905).
- 13 février : Fred Toones, acteur américain (° 5 janvier 1906).
- 17 février : Joseph Kearns, acteur américain (° 12 février 1907).
- 18 février : Ole Edgren, chef d'orchestre et compositeur finlandais (° 12 mai 1898).
- 19 février : James Barton, acteur, chanteur et danseur américain (° 1er novembre 1890).
- 20 février : Halliwell Hobbes, acteur britannique (° 16 novembre 1877).
- 23 février : Raoul Defuisseaux, homme politique belge  (° 23 mai 1886).
- 27 février :
  - Willie Best, acteur et compositeur américain (° 27 mai 1916).
  - Albéric Collin, sculpteur belge (° 6 avril 1886).
- 28 février : Saw Sa, médecin, suffragette et sénatrice birmane (° 1er août 1884).

### Mars
- 1er mars : Roscoe Ates, acteur américain (° 20 janvier 1895).
- 3 mars :
  - Pierre Benoit, écrivain français (° 16 juillet 1886).
  - Charles Peccatte, peintre français (° 21 février 1870).
- 5 mars : Otakar Jeremiáš, compositeur, chef d'orchestre et enseignant tchécoslovaque (° 17 octobre 1892).
- 12 mars : Suzanne Frémont, peintre et écrivaine française (° 10 avril 1876).
- 14 mars : Robert Humblot, peintre et illustrateur français (° 13 mai 1907).
- 15 mars : Mouloud Feraoun, écrivain algérien d'expression française (° 8 mars 1913).
- 24 mars : Auguste Piccard, physicien suisse (° 28 janvier 1884).
- 26 mars : Cyrillus Kreek, compositeur estonien (° 3 décembre 1879).
- 28 mars : Hugo Wast, écrivain et homme politique argentin (° 23 octobre 1883).
- 31 mars : Marcello Dudovich, peintre, illustrateur et affichiste italien (° 21 mars 1878).

### Avril
- 1er avril : Michel de Ghelderode, auteur dramatique belge (° 3 avril 1898).
- 3 avril : Manólis Kalomíris, compositeur grec (° 28 décembre 1883).
- 6 avril : Henri Mondor, chirurgien français (° 20 mai 1885).
- 8 avril :
  - Juan Belmonte, matador espagnol (° 14 avril 1892).
  - James Madhavan, homme politique fidjien (° vers 1876).
- 10 avril :
  - Stuart Sutcliffe, peintre et musicien britannique (° 23 juin 1940).
  - Michael Curtiz, réalisateur américain d'origine hongroise (° 24 décembre 1886).
- 12 avril :
  - Nils Hellsten, escrimeur suédois (° 19 février 1886).
  - Pearl Peden Oldfield, femme politique américaine (° 2 décembre 1876).
- 14 avril : André Filippi, peintre, imagier et santonnier français (° 26 juillet 1902).
- 17 avril : Pierre Larquey, acteur français (° 10 juillet 1884).
- 18 avril : Omer Bouchery, peintre, graveur et illustrateur français (° 5 août 1882).
- 21 avril : Concepción García Lorca, personnalité de l'exil républicain espagnol, sœur de Federico García Lorca (° 14 avril 1903).
- 28 avril : Jeanne Beretta Molla, médecin italienne reconnue comme sainte par l’Église catholique (° 4 octobre 1922).
- 29 avril :
  - Pascal Forthuny, homme de lettres, critique d'art, sinologue, peintre et musicien français (° 24 mars 1872).
  - Armande de Polignac, compositrice française (° 8 janvier 1876).

### Mai
- 6 mai : Marie Roserot de Melin, résistante et infirmière française (° 25 janvier 1891).
- 8 mai :
  - Donald Lambert, pianiste de jazz américain (° 12 février 1904).
  - Paul Urtin, peintre français (° 12 juillet 1874).
- 17 mai : Daniel Sorano, acteur français (° 14 décembre 1920).
- 25 mai :
  - Sergueï Chtcherbatov, peintre, philanthrope, collectionneur d'art et archéologue russe puis soviétique (° 1875).
  - René Sintès, peintre français (° 25 janvier 1933).
- 29 mai : François de Hérain, peintre, sculpteur et graveur français (° 10 novembre 1877).
- 31 mai : Adolf Eichmann, criminel de guerre allemand, membre du parti nazi, fonctionnaire du Troisième Reich (° 19 mars 1906).

### Juin
- 1er juin : Roger Nivelt, peintre et illustrateur français (° 30 août 1899).
- 4 juin : Godfried Devreese, chef d'orchestre, violoniste et compositeur belge (° 22 janvier 1893).
- 6 juin : Yves Klein, peintre français (° 28 avril 1928).
- 10 juin :
  - Matt Briggs, acteur américain (° 18 novembre 1883).
  - Francisco Bru, premier sélectionneur de l'équipe d'Espagne de football (° 12 avril 1885).
- 11 juin : Pedro Pablo Ramírez, militaire et homme politique argentin (° 30 janvier 1884).
- 12 juin : John Ireland, compositeur anglais (° 13 août 1879).
- 13 juin : Pierre Bompard, peintre, graveur et illustrateur français (° 28 juin 1890).
- 14 juin : Otto von Czernin, diplomate austro-hongrois pendant la Première Guerre mondiale puis autrichien (° 27 août 1875).
- 18 juin :
  - Volkmar Andreae, compositeur et chef d’orchestre suisse (° 5 juillet 1879)
  - Reinhold Huhn, policier est-allemand (° 8 mars 1942).
- 19 juin : Frank Borzage, réalisateur américain (° 23 avril 1893).
- 20 juin : 
  - Alfred Cortot, pianiste français (° 26 septembre 1877).
  - Assar Hadding, géologue suédois (° 10 janvier 1886).
- 21 juin : Vladimir Pohl, compositeur, pianiste et professeur russe puis soviétique (° 1er janvier 1875).
- 24 juin : Carl Otto Schutte, coureur cycliste américain (° 5 octobre 1887).
- 28 juin : Jacques Maroger, peintre, chercheur et restaurateur d'œuvres d'art français (° 22 novembre 1884).
- ? juin : Fabien Fabiano, peintre, illustrateur et caricaturiste français (° 10 octobre 1882).

### Juillet
- 1er juillet : Bidhan Chandra Roy, médecin et homme politique indien (° 1er juillet 1882).
- 2 juillet : Jacques Zeiller, historien français (° 21 mars 1878).
- 4 juillet : Rex Bell, acteur américain (° 16 octobre 1903).
- 5 juillet : Avraham Granot, homme politique israélien (° 18 juin 1890).
- 6 juillet : William Faulkner, écrivain américain (° 25 septembre 1897).
- 9 juillet : Georges Bataille, écrivain français (° 10 septembre 1897).
- 21 juillet : George Macaulay Trevelyan, historien et écrivain britannique (° 16 février 1876).
- 27 juillet : Ion Țuculescu, peintre roumain (° 19 mai 1910).
- 29 juillet : Gabriele Acacio Coussa, cardinal syrien (° 3 août 1897).
- 30 juillet : Myron McCormick, acteur américain (° 8 février 1908).

### Août
- 5 août : Marilyn Monroe, actrice américaine (° 1er juin 1926).
- 6 août : Ángel Borlenghi, dirigeant syndical et homme politique argentin (° 1er février 1906).
- 9 août : Hermann Hesse, écrivain, suisse (° 2 juillet 1877).
- 11 août : Karl Camphausen, homme politique allemand (° 12 décembre 1896).
- 22 août : William Willoughby-Tottenham, militaire britannique puis homme politique fidjien (° 3 mars 1878).
- 23 août :
  - Irving Fine, compositeur américain (° 3 décembre 1914).
  - Élisée Maclet, peintre français (° 12 avril 1881).
- 24 août :
  - Robert Mahias, peintre, aquarelliste, décorateur et illustrateur français (° 12 octobre 1890).
  - Louis Moilliet, peintre et concepteur de vitrail suisse (° 6 octobre 1880).
  - Denise Ravage, bibliothécaire française (° 14 juillet 1899).
- 28 août :
  - John Collum, acteur américain (° 29 juin 1926).
  - Jānis Jaunsudrabiņš, poète et écrivain letton (° 25 août 1877).

### Septembre
- 4 septembre : Juan Atilio Bramuglia, avocat, syndicaliste, homme politique, diplomate et professeur d’université argentin (° 1er janvier 1903).
- 7 septembre : Karen Blixen, écrivaine danoise (° 17 avril 1885).
- 8 septembre :
  - Emmanuel Mané-Katz, peintre français de culture juive (° 5 juin 1894).
  - Sándor Ziffer, peintre roumain (° 5 mai 1880).
- 11 septembre : Alberto Teisaire, militaire et homme politique argentin (° 20 mai 1891).
- 12 septembre : Dick Justice, chanteur de country (° 1906).
- 14 septembre : Marcel Delannoy, compositeur français (° 9 juillet 1898).
- 20 septembre :
  - Georges de Castillon de Saint-Victor, aéronaute, homme politique et jésuite français (° 17 septembre 1870).
  - Georges Maury, peintre français (° 23 avril 1875).
- 21 septembre : Marie Bonaparte, princesse, écrivain, psychanalyste (° 2 juillet 1882).
- 23 septembre :
  - René Kuder, peintre français (° 23 novembre 1882).
  - Jacques Ourtal, peintre français (° 8 octobre 1868).
- 24 septembre :
  - Félix Goethals, coureur cycliste français (° 14 janvier 1891).
  - Sam McDaniel, acteur américain (° 28 janvier 1886).
- 28 septembre : Roger Nimier, écrivain français (° 31 octobre 1925).
- 29 septembre : Robert Burton, acteur américain (° 13 août 1895).
- 30 septembre : Lamine Bey, dernier bey de la dynastie des Husseinites (° 4 septembre 1881).

### Octobre
- 6 octobre : Tod Browning, réalisateur, scénariste, producteur et acteur américain (° 12 juillet 1880).
- 8 octobre :
  - François Eberl, peintre figuratif français (° 25 mai 1887).
  - Solomon Linda, musicien, chanteur et compositeur zoulou sud-africain (° 1909).
- 10 octobre : Domenico Valinotti, peintre italien (° 17 septembre 1889).
- 12 octobre :
  - Hugo Paul, homme politique allemand (° 28 octobre 1905).
  - Alberto Sánchez Pérez, peintre et sculpteur espagnol (° 8 avril 1895).
- 13 octobre : Henri Oreiller, skieur alpin français (° 5 décembre 1925).
- 14 octobre : Jules Bentz, compositeur, organiste et maître de chapelle français (° 13 mai 1873).
- 16 octobre : Gaston Bachelard, philosophe français (° 27 juin 1884).
- 17 octobre : Nathalie Gontcharova, peintre, dessinatrice et décoratrice russe naturalisé française (° 4 juin 1881).
- 18 octobre : Charles Loupot, affichiste et graphiste français  (° 20 juillet 1892).
- 19 octobre : Geneviève Gallois, moniale et peintre française (° 22 septembre 1888).
- 20 octobre : Bruno Belin, footballeur yougoslave (° 16 janvier 1929).
- 22 octobre : 
  - Samouïl Feinberg, pianiste et pédagogue russe (° 26 mai 1890).
  - Alfred Filuzeau, homme d'affaires français (° 3 mai 1878).
- 23 octobre : Sukarjo Wirjopranoto, homme politique indonésien (° 5 juin 1903).
- 28 octobre : Pierre Froidebise, organiste et compositeur belge (° 15 mai 1914).
- 31 octobre : Louis Massignon, orientaliste français (° 25 juillet 1883).

### Novembre
- 1er novembre : Ricardo Rodriguez, pilote mexicain de Formule 1 (° 14 février 1942).
- 4 novembre : Gabriel Belot, poète, peintre et graveur français (° 6 novembre 1882).
- 7 novembre : Luigi Barral, coureur cycliste italien (° 23 mars 1907).
- 8 novembre : Monte Brice, scénariste, producteur, réalisateur et acteur américain (° 12 juillet 1891).
- 9 novembre :
  - Henri Féréol, journaliste parlementaire et résistant français (° 8 avril 1894).
  - Octave Linet, peintre français (° 25 septembre 1870).
- 16 novembre : Jean-Gabriel Domergue, peintre et graveur français (° 4 mars 1889).
- 18 novembre : Niels Bohr, physicien danois (° 7 octobre 1885).
- 22 novembre :
  - René Coty, président de la république française (° 20 mars 1882).
  - Louis William Graux, peintre, graveur et illustrateur français (° 23 juillet 1889).
- 23 novembre :
  - Stilian Chilingirov, écrivain, ethnographe et homme politique bulgare (° 26 octobre 1881).
  - Jean-Pierre Lamboray, peintre et graphiste luxembourgeois (° 6 mars 1882).
- 26 novembre :
  - Joseph-Victor Communal, peintre français (° 11 février 1876).
  - Albert Sarraut, homme politique français (° 28 juillet 1872).
- 28 novembre : Wilhelmine (reine des Pays-Bas), Reine des Pays-Bas de 1890 à 1948 (° 31 août 1880).
- 29 novembre :  Erik Scavenius, homme politique danois (° 13 juillet 1877).

### Décembre
- 2 décembre : Paolo II Bertoleoni, dernier roi (cryptarque) du royaume indépendant de Tavolara (° 1897).
- 9 décembre : Paul Baudier, peintre, graveur et illustrateur français (° 18 octobre 1881).
- 15 décembre : 
  - Adila Fachiri, violoniste hongroise (° 26 février 1886).
  - Charles Laughton, acteur et réalisateur britannique (° 1er juillet 1899).
- 23 décembre : Luis Alberni, acteur d'origine espagnole, naturalisé américain (° 4 octobre 1886).
- 26 décembre : Nicolas Millioti, peintre russe et français (° 28 janvier 1874).
- 28 décembre : Ethel Carnie Holdsworth, écrivaine britannique (° 1er janvier 1886).
- ? décembre : Auguste Durand-Rosé, peintre français (° 19 février 1887).